# ダルシャナ・シン
ダルシャナ・シン（Darshan Singh、1932年 - 2021年10月31日）はシンガポールの死刑執行人である。

## 経歴
彼は前任者のシーモア(Seymour)が1959年に引退すると死刑執行人として就任した。彼は今までに850人以上の死刑囚を絞首刑にした。1日にわずか3時間で18人を絞首刑にした記録を持つただ一人のハングマンである。彼は死刑を執行するたびに$400シンガポールドル（281米ドル）の報酬を受け取った。彼は90分以内に7人を絞首刑にした最も速いハングマンであるという経歴を持っている。
彼には絞首刑にされるあらゆる人に「私は、あなたをこれより良い場所に行かせるつもりです。神の御加護がありますように」と最後に話すのを仕事としている。
彼は最初はシーク教徒だったが、マレー半島出身の妻と結婚したときに改宗し、イスラム教徒となった。
彼は死刑が「完全な更生」を提供すると言う思いから「私が再生を信じるので、私は彼らの性格を異なるものに変えています、そして、彼らは次により良い人間になります」（イスラム教が信念を再生に含まないことに注意すべき）と言う信念を持つ。
しかし、彼の妻が彼の仕事について知ったとき妻は彼と離婚をした。現在、彼は再婚して3人の養子を持っている。
2021年10月31日、COVID-19の合併症のため死去。89歳没。

## グエン・トゥオン・バン論争
2005年11月にベトナム系オーストラリア人のグエン・トゥオン・バンに麻薬犯罪の罪で死刑を執行することになった。この事件は、シンガポールとオーストラリアの間で外交問題になった。ダルシャナ・シンのプライバシーがオーストラリアの新聞で公的に明らかにされ、彼が解雇されたと報道された。
しかし、これは完全な誤報であり、実際に執行したのはマレーシアから呼ばれた死刑執行人だった。なぜ、自国の死刑執行人に執行させなかったのか、オーストラリアとの外交問題など複雑な政治問題が関係していたと言われているが真実は不明である。